# Murniés
Murniés (grec Μουρνιές, normalment transliterat Mournies) és un poble de l'illa de Creta, a la prefectura de Khanià, conegut per ser el lloc de naixença del polític grec Elevthérios Venizelos.

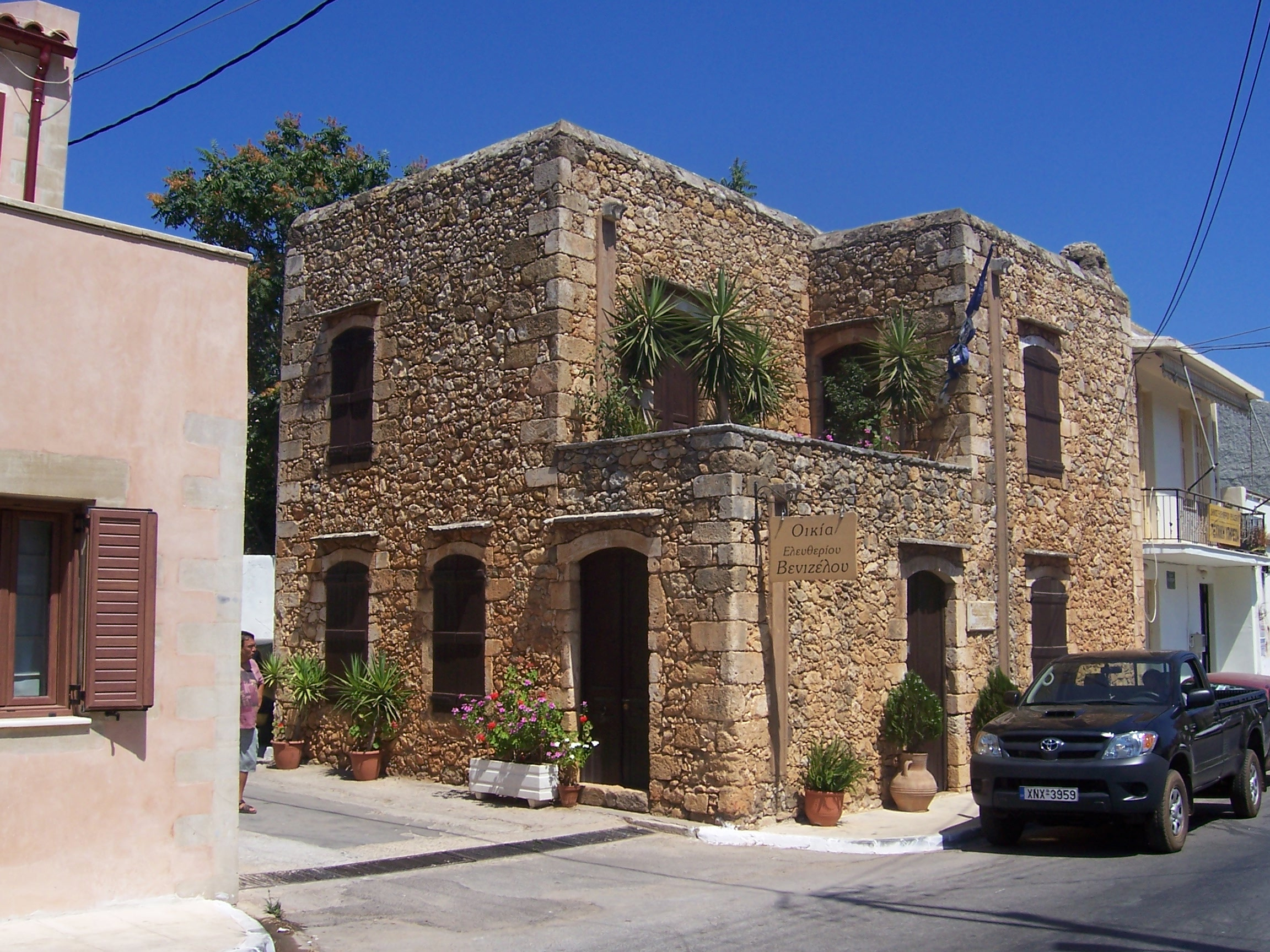
La casa natal d'Elevthérios Venizelos a Murniés.